# Kurt Kirtschig
Kurt Kirtschig (* 15. Februar 1928 in Breslau; † 26. Juni 2008 in Hannover) war ein deutscher Bauingenieur und Hochschullehrer.
Kurt Kirtschig, Sohn von Viktoria Kirtschig, geborene Twardawa, und des Maurerpoliers Hermann Kirtschig, studierte Bauingenieurwesen an der damaligen Technischen Hochschule Hannover, schloss als Diplomingenieur ab und wurde dort 1961 mit einer Arbeit über die charakteristischen Größen der Biegedruckzone von Beton zum Dr.-Ing. promoviert. 1968 habilitierte er sich mit einer Schrift über die nachträgliche Ermittlung der Zusammensetzung von Beton.
Er war langjähriger Professor für Baustoffkunde und Materialprüfung sowie Ingenieurmauerwerk an der Universität Hannover. Er hat maßgebliche Grundlagen im Mauerwerksbau geliefert und engagierte sich in der deutschen und europäischen Normung.
Er war ab 1955 mit Sigrid Kirtschig, geborene Fahlbusch, verheiratet und hatte zwei Kinder (Jürgen und Bärbel).